# Maria Müller
Maria Müller (29 de enero de 1898 - 15 de marzo de 1958), nacida en Bohemia, fue una soprano particularmente asociada con repertorio wagneriano que junto a Tiana Lemnitz, Margarete Teschemacher y Elisabeth Rethberg representó el ideal de la soprano joven-dramática germánica de la época. 
Nació en Theresienstadt y estudió en Praga con Erik Schmedes y Anna Bahr-Mildenburg debutando en Linz en 1919.
Debutó en Múnich y en el Metropolitan Opera en 1925 como Sieglinde en La Valquiria cantando durante once temporadas sucesivas participando en el estreno metropolitano de Simón Boccanegra.
En Salzburgo fue muy admirada como Euridice (1931), Rezia (1933) Donna Elvira (1934) y en Covent Garden como  Sieglinde y Eva en 1934. 
En 1926 Bruno Walter la contrató para la Opera de Berlín donde trabajó hasta 1943 convirtiéndose en una de las estrellas del Festival de Bayreuth bajo la regencia de Winifred Wagner donde cantó Senta, Elisabeth (con Arturo Toscanini), Elsa, Siglinda y Eva. 
Otros personajes fueron Die ägyptische Helena, Jenufa, Iphigénie en Tauride, Marguerite, Tosca, Pamina y Marenka en La novia vendida. 
Cantó en La Scala, Covent Garden, Viena, Paris, Bruselas, Dresde y Ámsterdam. 
Después de la guerra su carrera quedó prácticamente truncada debido a su adhesión al régimen nazi.

## Discografía referencial
- Wagner - The Flying Dutchman (Kraus 1942/Berglund, Hofmann, Völker)

- Wagner - Lohengrin (Heger 1941/Völker, Hofmann, Klose, Prohaska)

- Wagner - Die Meistersinger von Nürnberg (Furtwängler 1943/ Prohaska, Lorenz, Greindl, Fuchs)

- Wagner - Tannhäuser (Elmendorff 1930/Pilinsky, Jost-Arden, Janssen, Andresen)

- Wagner - Die Walküre (Furtwängler 1937 /Bockelmann, Flagstad)

- Wagner - Die Walküre (Fricsay 1951 /Hermann, Suthhaus, Buchner, Klose)

- The Art of Maria Müller (Arias de Wagner, Weber, Puccini)